# Rhynchomys soricoides
Rhynchomys soricoides es una especie de roedor de la familia Muridae.

## Distribución geográfica
Es endémica del norte de Luzón (Filipinas).